# Сельский округ Бозайгыр
Се́льский окру́г Бозайгы́р (каз. Бозайғыр ауылдық округі) — административная единица в составе Шортандинского района Акмолинской области Республики Казахстан.
Административный центр — село Бозайгыр.

## География
Административно-территориальное образование расположено в южной части Шортандинского района. В состав сельского округа входит 3 населённых пункта.
Граничит с землями административных единиц:
- сельский округ Бектау — на севере,
- Новоселовский сельский округ — на северо-востоке,
- Целиноградский район — на востоке, юго-западе,
- город Астана — на юге,
- Дамсинский сельский округ — на западе, северо-западе.

Территория сельского округа расположена в северных окраинах казахского мелкосопочника. Рельеф местности в основном представляет из себя равнину с малыми возвышенностями. Перепад высот незначительны; средняя высота округа — около 360 метров над уровнем моря.
Гидрографическая сеть округа представлена озёрами Бозайгыр, Ключи, Сасыкколь и другими.
Климат холодно-умеренный, с хорошей влажностью. Среднегодовая температура воздуха отрицательная и составляет около -3,7°С. Среднемесячная температура воздуха в июле достигает +19,7°С. Среднемесячная температура января составляет около -14,6°С. Среднегодовое количество осадков составляет около 420 мм. Основная часть осадков выпадает в период с мая по август.
Через территорию сельского округа проходят:
- автодорога республиканского значения — А-1 «Астана — Петропавловск»;
- железная дорога «Астана — курорт Боровое».

Имеется станция.

## История
В 1989 году существовал как — Елизаветинский сельсовет (сёла Елизаветинка, Ключи, станция Танкерис, разъезды 35, 38).
В периоде 1991—1998 годов:
- Елизаветинский сельсовет был преобразован в сельский округ;
- разъезд 35 был упразднён.

В 2005 году разъезд 38 был упразднён.
В 2007 году Елизаветинский сельский округ и село Елизаветинка были переименованы в сельский округ Бозайгыр и село Бозайгыр соответственно.

## Население
| Численность населения | Численность населения | Численность населения |
| 1989                  | 1999                  | 2009                  |
| --------------------- | --------------------- | --------------------- |
| 3651                  | ↘3265                 | ↗3717                 |

## Состав
| № | Населённый пункт | Тип населённого пункта       | Население, 1989 | Население, 1999 | Население, 2009 |
| - | ---------------- | ---------------------------- | --------------- | --------------- | --------------- |
| 1 | Бозайгыр         | село, административный центр | 2 320           | 2 032           | 2 526           |
| 2 | Ключи            | село                         | 753             | 678             | 574             |
| 3 | Разъезд 35       | разъезд, упразднён           | 17              | -               | -               |
| 4 | Разъезд 38       | разъезд, упразднён           | 9               | -               | -               |
| 5 | Тонкерис         | станция                      | 552             | 555             | 617             |

## Местное самоуправление
Аппарат акима сельского округа Бозайгыр — село Бозайгыр, улица Бейбитшилик, 5.
- Аким сельского округа — Шаймурат Бауыржан